# Dionkélé
Dionkélé, également orthographié Djonkélé, est une localité située dans le département de Kayan de la province du Kénédougou dans la région des Hauts-Bassins au Burkina Faso.

## Géographie
Dionkélé est située à environ 6 km au sud de Kayan.

## Santé et éducation
Dionkélé accueille un centre de santé et de promotion sociale (CSPS).
Le village possède une école primaire publique.